# IBC Solar

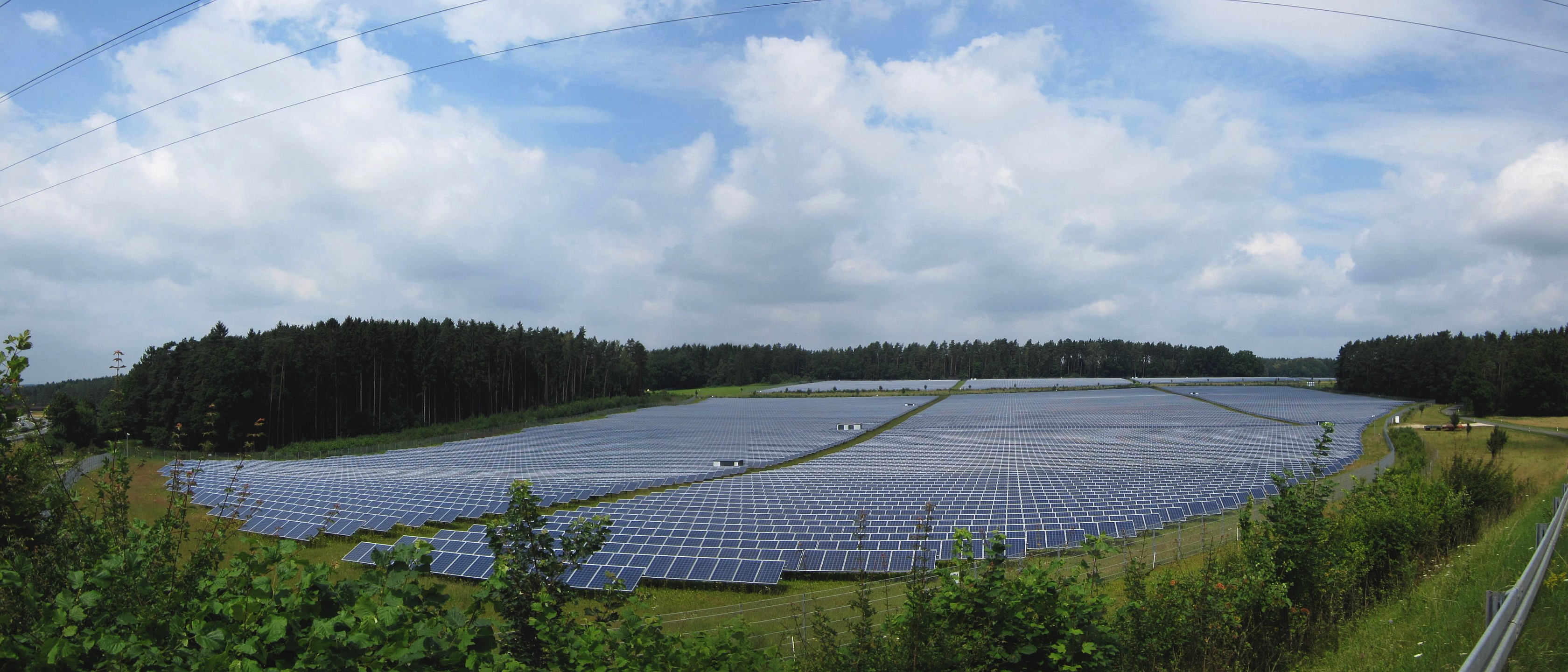
Jura Solarpark (43 MWp) in Buckendorf, Fränkische Schweiz

IBC Solar (International Battery and Solar Power Consulting, Eigenschreibweise: IBC SOLAR) ist ein im Bereich Photovoltaik tätiges Unternehmen, das als Systemhaus alle Komponenten für Photovoltaik-Anlagen auf Eigenheimen und Gewerbebetrieben sowie für Solarparks vertreibt und damit verbundene Dienstleistungen anbietet. Hauptsitz des Unternehmens ist das oberfränkische Bad Staffelstein. IBC Solar ist mit Regionalgesellschaften, Vertriebsbüros und einem starken Netzwerk von Partnerunternehmen in über 30 Ländern weltweit vertreten und beschäftigt rund 380 Mitarbeitende, 265 davon in Deutschland. Das Systemhaus hat bis heute weltweit Photovoltaik-Anlagen mit einer Leistung von 6 Gigawatt Leistung implementiert.

## Tätigkeitsfelder
IBC Solar vertreibt komplette Solaranlagen mit allen zur photovoltaischen Stromerzeugung nötigen Bauteilen über Elektroinstallateure, Dachdecker und Sanitär- und Heizungsbauer. Darüber hinaus realisiert IBC Solar Photovoltaik-Anlagen für gewerbliche Großkunden. Das Produktportfolio beinhaltet Solarmodule, Halterungssysteme, Wechselrichter, Anzeige- und Messtechnik, Laderegler, Leitungen, Stecksysteme, Batterien, Solarpumpen, Lampen, Kühlgeräte sowie Entwicklung von Montagetechnik, Wirtschaftlichkeitsberechnungen, Monitoring per PC und After-Sales-Services.

## Geschichte
Das Unternehmen wurde 1982 als IBC Solartechnik von Udo Möhrstedt gegründet, der das Unternehmen bis Ende 2023 leitete. Der Diplom-Physiker, der zuvor lange Jahre bei dem Batteriehersteller Varta gearbeitet hatte, legte mit der International Battery and Solar Power Consulting (IBC) den Schwerpunkt auf die Beratung zur Energieversorgung mittels Batterien und deren Ladung mit Hilfe von Sonnenenergie sowie auf den Vertrieb von photovoltaischen Komplettlösungen. Im Jahr 2000 wird die Firma zur Aktiengesellschaft IBC Solar AG. Das kontinuierliche Wachstum an Umsatz und Mitarbeiterzahlen brachte IBC Solar drei Mal unter Bayerns Best 50. Mit diesem Preis zeichnet das Bayerische Wirtschaftsministerium jedes Jahr die 50 am schnellsten wachsenden Unternehmen aus. Für seine Verdienste um die Förderung von Solarstrom und sein Engagement zur Erhöhung ihrer Akzeptanz wurde er von Ernst & Young zum Entrepreneur des Jahres 2009 in der Kategorie „Handel“ gewählt. Wie die gesamte Photovoltaikbranche verlor auch IBC 2014 aufgrund des neuen EEG an Umsatz und musste ein Viertel der Mitarbeiter abbauen.

### Umsatzentwicklung
| Jahr                                                                 | Mitarbeiter | Umsatz Mio. € | Modulleistung |
| -------------------------------------------------------------------- | ----------- | ------------- | ------------- |
| 2006                                                                 | 130         | 288           |               |
| 2007                                                                 | 160         | 559           |               |
| 2012                                                                 |             | 576           |               |
| 2013                                                                 | 286         | 300,2         |               |
| 2014                                                                 | 203         | 205           |               |
| 2015                                                                 | 203         | 263           | 296 MWp       |
| 2016                                                                 | 320         | 266           |               |
| 2017                                                                 |             | 344           | 404 MWp       |
| 2018                                                                 | 365         | 294           | 407 MWp       |
| 2019                                                                 |             | 332           | 574 MWp       |
| 2020                                                                 |             | 362           | 715 MWp       |
| 2021                                                                 | 350         | 374           | 577 MWp       |
| 2022                                                                 | 380         |               |               |
| Quellen: 2006-07 2013-14 2013-15 2014-17 2017-20 2018 2018-22 Umsatz |             |               |               |

### Zollermittlungen
Im Oktober 2019 wurde die Hauptverwaltung des Unternehmens im Zuge von strafrechtlichen Ermittlung der Staatsanwaltschaft Hof von Zollfahndern durchsucht, nachdem das Unternehmen im Zeitraum März 2015 bis August 2016 unter der Eigenmarke IBC Solar Photovoltaikmodule mit einer Gesamtleistung von rund 75 Megawatt aus chinesischer Produktion vertrieben hatte, ohne dass das Herstellungsland der Module korrekt ausgewiesen und die im Rahmen von Anti-Dumping-Maßnahmen anfallenden Einfuhrabgaben von rund 23 Millionen Euro entrichtet worden waren. IBC Solar hatte die Module von einem britischen Zwischenhändler erworben und sieht sich selbst als Opfer eines Betrugs. Das Unternehmen stellte für die nicht gezahlten Einfuhrabgaben eine Sicherheitsleistung von 6 Millionen Euro und macht selbst Ansprüche gegen den britischen Importeur der Module geltend. Im August 2022 wurde das Ermittlungsverfahren sanktionslos eingestellt, nachdem die Staatsanwaltschaft Hof zu dem Ergebnis gekommen ist, dass sich der Vorwurf nicht bestätigt hat.

## Großprojekte

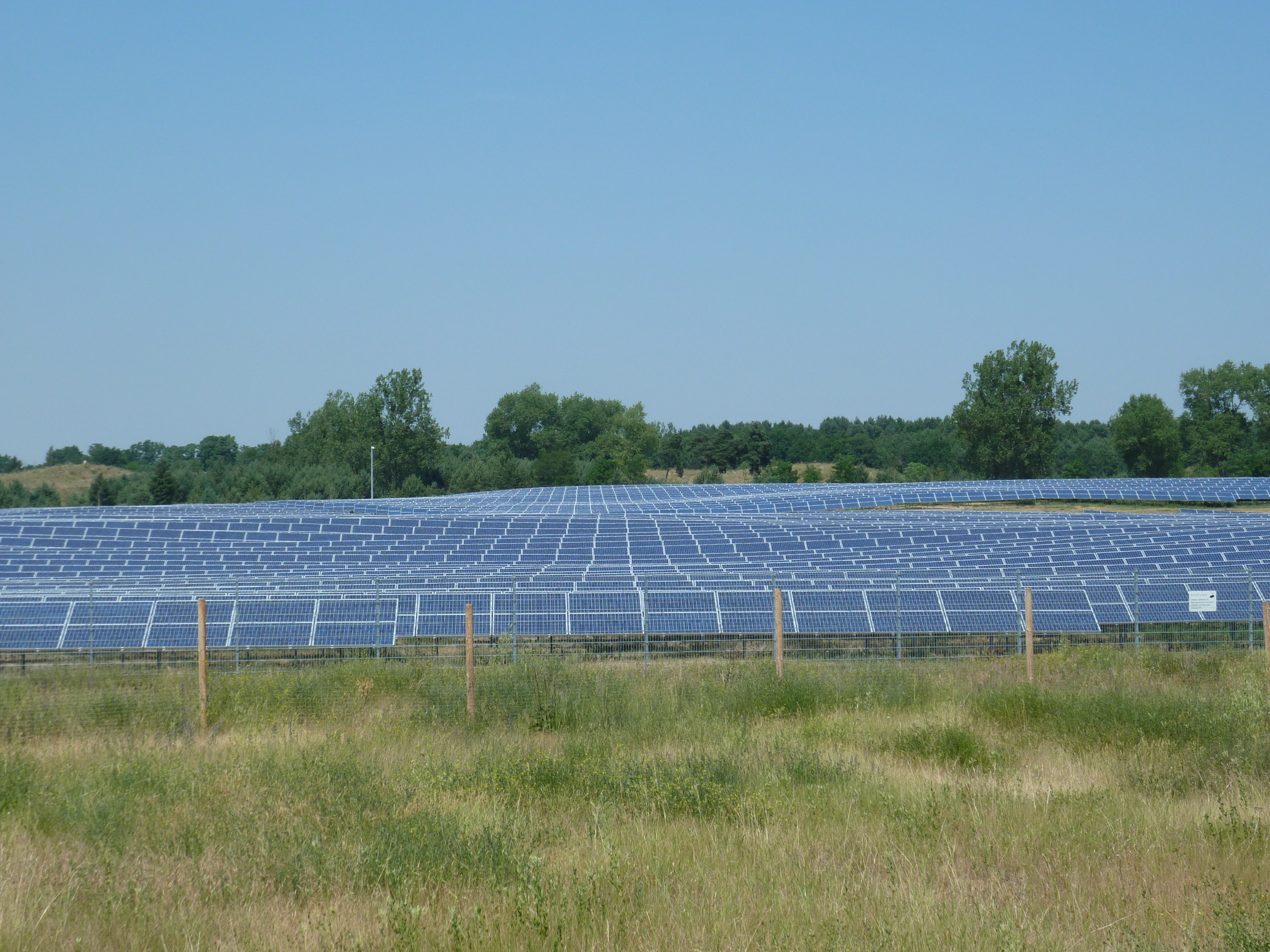
Anlage in Neustrelitz

In Spanien hat IBC Solar als Partner von Enercoop ein Photovoltaik-Kraftwerk mit einer Nennleistung von 13,2 MW in Betrieb genommen, das in der Nähe von Alicante seit 2008 Strom liefert. Für Greenpeace Energy hat IBC Solar als Generalauftragnehmer das sechstgrößte Photovoltaik-Dach weltweit auf der Neuen Messe Stuttgart geplant und umgesetzt, das 1.100 Haushalte mit 3,45 GWh an elektrischer Energie pro Jahr versorgen soll. Im September 2009 wurde in Berlin eine Anlage auf dem Dach des Mercedes-Benz-Werkes in Betrieb genommen, die jährlich etwa 430 MWh elektrische Energie in das öffentliche Stromnetz einspeist.
Um diesen Geschäftsbereich weiter auszubauen, hat IBC Solar im September 2009 die Mehrheit an dem Projektentwickler KPM SUN übernommen. In der zweiten Jahreshälfte 2009 errichtete IBC Solar in Neustrelitz in Mecklenburg-Vorpommern einen Solarpark mit einer Nennleistung von 8,06 MWp, im darauffolgenden Jahr ein weiteres mit einer Nennleistung von 7 MWp in Grimmen.

## Solarfonds
Der Geschäftsbereich „Solarfonds“ wird in der IBC Solar Invest GmbH gebündelt und ermöglicht Investoren, sich über Solarfonds an Photovoltaik-Kraftwerken zu beteiligen. Da das Erneuerbare-Energien-Gesetz (EEG) eine festgeschriebene Einspeisevergütung über 20 Jahre garantiert, können Anleger von dieser Investitionsmöglichkeit mit hoher Ertragssicherheit profitieren. IBC Solar Invest hat bereits 16 solcher Solarfonds aufgelegt, an denen Anleger sich ab einem Investitionsvolumen von 5.000 EUR beteiligen können. Dabei übernimmt IBC Solar Invest die gesamte Projektleitung von der Prüfung der Standorte, Erstellung des Finanzierungskonzeptes, Einholung aller Genehmigungen, über den Vertrieb und die Geschäftsführung, bis hin zum Bau der Anlage, der Vermarktung der Anteile und dem Monitoring.

## Kooperationen
IBC Solar ist international bei einer Vielzahl an Projekten engagiert. Als Partner der Deutschen Energie-Agentur (dena) hat das Unternehmen internationale „Leuchtturmprojekte“ wie für die Deutsche Schule in Rom, die Deutsche Schule in Lissabon sowie für das Goethe-Institut in Bangalore realisiert, um die zukunftsweisende Energiegewinnungstechnologie „Made in Germany“ auf der gesamten Welt zum Einsatz zu bringen. Das „Friedenshaus“ in Kabul, ein Hilfsprojekt, das die ärztliche Versorgung und Schulbildung afghanischer Jungen und Mädchen unterstützt, wird durch ein IBC-Solar-System autark mit Strom versorgt. Solarpumpen von IBC Solar sichern und vereinfachen die Wasserversorgung von ländlichen Regionen in Afrika. Darüber hinaus unterstützt IBC Solar über eine Beteiligung an der KAÏTO Energie AG den Aufbau von Anlagen für die dezentrale Stromversorgung im ländlichen Afrika. Für das Projekt zur Stromversorgung des ländlichen Westafrika wurde die KAÏTO Projekt GmbH von Eurosolar mit dem Solarpreis 2009 ausgezeichnet.